# Bistum Cachoeira do Sul
Das Bistum Cachoeira do Sul (lateinisch Dioecesis Cachoëirensis Australis, portugiesisch Diocese de Cachoeira do Sul) ist eine in Brasilien gelegene römisch-katholische Diözese mit Sitz in Cachoeira do Sul im Bundesstaat Rio Grande do Sul.

## Geschichte
Das Bistum Cachoeira do Sul wurde am 17. Juli 1991 durch Papst Johannes Paul II. mit der Apostolischen Konstitution Brasilienses quidem aus Gebietsabtretungen des Bistums Santa Maria errichtet und dem Erzbistum Porto Alegre als Suffraganbistum unterstellt.

## Bischöfe von Cachoeira do Sul
- Ângelo Domingos Salvador OFMCap, 1991–1999, dann Bischof von Uruguaiana
- Irineu Sílvio Wilges OFM, 2000–2011
- Remídio José Bohn, 2011–2018
- Edson Batista de Mello, seit 2019